# 토마스 니퍼다이
토마스 니퍼다이(독일어: Thomas Nipperdey, 1927년 10월 27일~1992년 6월 13일)는 독일의 역사가로 1800년대부터 1910년대의 독일 역사에 대한 기념비적인 연구를 남겼다.
노동법에 대하여 연구한 법학자인 한스 카를 니퍼다이의 아들로 태어나 고향인 쾰른 소재의 쾰른 대학교로 진학했고, 철학을 공부했다. 이후 1953년 쾰른 대학에서 게오르크 빌헬름 프리드리히 헤겔의 철학을 연구하여 박사 학위를 받았으나 아버지의 지인인 역사학자 테오도어 시더의 영향으로 역사학 연구를 시작했다. 이후 1961년 괴팅겐 대학교에서 교수 자격 논문으로 《1918년 이전 독일 정당의 조직》(Die Organisation der deutschen Parteien vor 1918)을 제출하여 교수 자격을 취득했다. 이후 기센 대학교, 하이델베르크 대학교에서 교편을 잡았고, 1972년에 뮌헨 대학교에서 정교수로 임용되어 1992년 암으로 사망할 때까지 그 곳에서 교수로 일했다.
주요 저서로는 사망 직전에 완성한 19세기 독일사를 다룬 《독일사》(Deutsche Geschichte) 3부작이 있다.